# Jespersen
Jespersen er et dansk efternavn. Det er en patronym med betydningen "søn af Jesper".
Kendte personer med dette efternavn omfatter:
- Adam Gilbert Jespersen (født 1991), dansk skuespiller
- Christian Jespersen (1766–1837), dansk amtmand
- Christian Magdalus Jespersen (politiker) (1809–1873), dansk politiker
- Dines Skafte Jespersen (1905–1988), dansk lærer og forfatter
- Frederik Jespersen (1811–1891), dansk politiker
- Helle Jespersen (født 1968), dansk sejlsportskvinde
- Henrik Jespersen (1853–1936), dansk landskabsmaler
- Holger Gilbert-Jespersen (1890–1975), dansk fløjtenist og orkestermusiker
- Ingrid Jespersen (1867–1938), dansk pædagog og rektor
- J.P. Jespersen (1883–1963), dansk officer og gymnastikinstruktør
- Jesper de Jespersen (1673–1746), dansk godsejer og justitsråd
- Jesper Jespersen (justitiarius) (1767–1829), dansk justitiarius
- Jesper Jespersen (økonom) (født 1948), dansk økonom
- Jette Jespersen (født 1940), dansk politiker
- Jørgen Jespersen (1926–2003), dansk frihedskæmper
- Jørn Jespersen (født 1955), dansk politiker
- Karen Jespersen (født 1947), dansk minister
- Knud Jespersen (1926–1977), dansk politiker
- Knud J.V. Jespersen (født 1942), dansk historiker
- Louisa Vesterager Jespersen (1994–2018), dansk mordofre
- Maria Jespersen (født 1991), dansk tennisspiller
- Mari-Anne Jespersen (født 1963), dansk skuespiller
- Mikkel Jespersen (født 1991), dansk fodboldspiller
- Mogens Jespersen (født 1956), dansk politiker
- Niels Jespersen (biskop) (1518–1587), dansk biskop
- Niels Jespersen (forfatter) (født 1980), dansk debattør
- Niels Jespersen (vicestiftamtmand) (1636–1696), dansk vicestiftamtmand
- Niels Frederik Jespersen (1798–1862), dansk politiker
- Olfert Jespersen (1863–1932), dansk musiker, orkesterleder og komponist
- Otto Jespersen (1860–1943), dansk sprogforsker
- Per Michael Jespersen (født 1963), dansk journalist
- Preben Maaløe Jespersen (1912–2000), dansk officer
- Rókur av Fløtum Jespersen (født 1985), færøsk fodboldspiller
- Tage Jespersen (1927–2008), dansk borgmester
- Vagn Jespersen (1918–2011), dansk generalkonsul og erhvervsmand